# Освіта в Греції

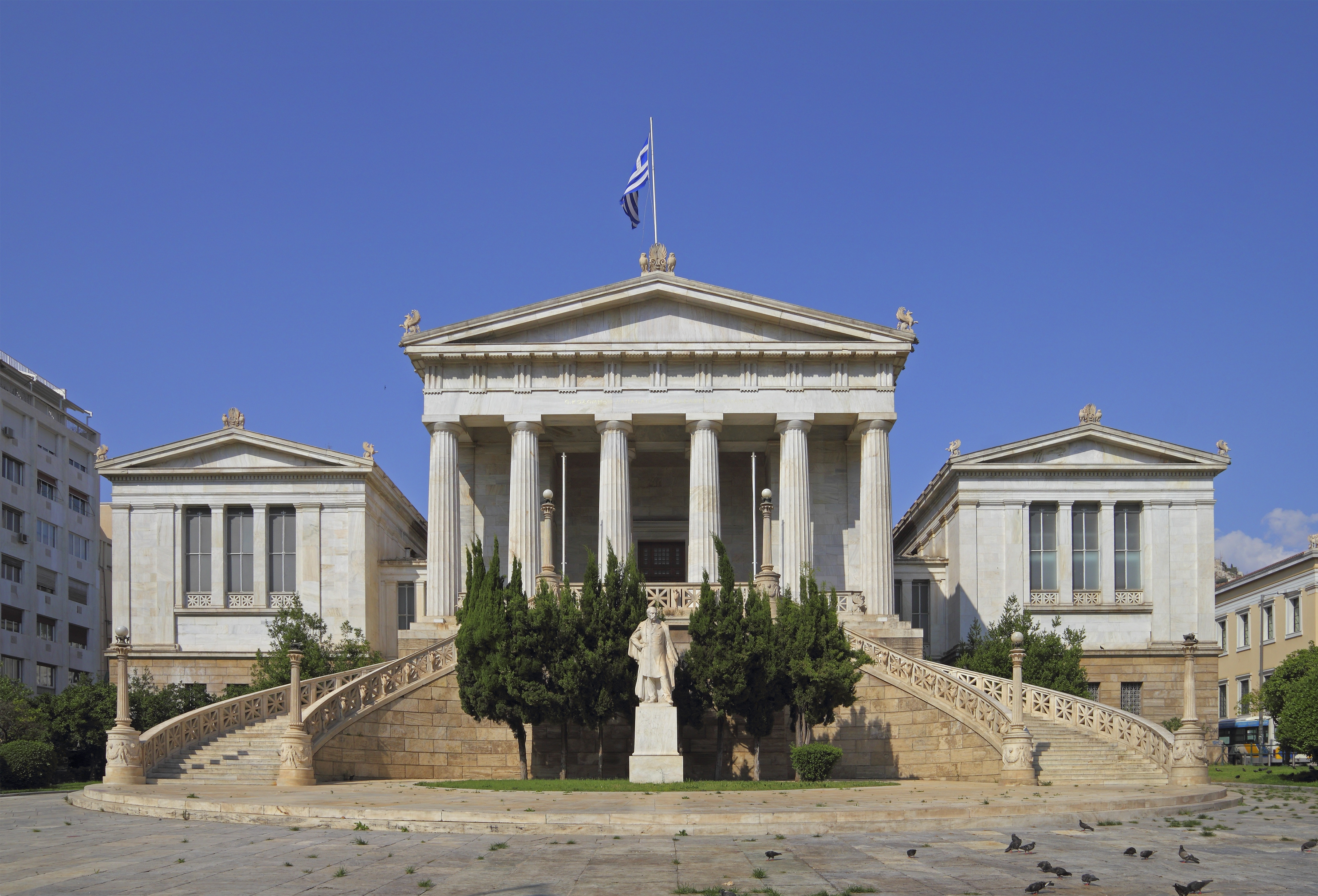
Будівля Національної бібліотеки Греції

Освіта в Греції є обов'язковою для всіх дітей у віці від 6 до 15 років. Вона включає початкову (грец. Δημοτικό Σχολείο) — 6 класів, і неповну середню (грец. Γυμνάσιο) — гімназія, 3 класи, освіту. Існують дошкільні установи: ясла-садки (грец. Παιδικός σταθμός) для дітей від 2,5 років, що працюють окремо або в складі дитячих садків (грец. Νηπιαγωγείο).

## Середня освіта

### Основні предмети
- Новогрецька мова (7 годин на тиждень)
- Математика (5 годин на тиждень)
- Суспільствознавство (2-4 години на тиждень)
- Фізкультура (4 години на тиждень)
- Музика (1 година на тиждень)
- Мистецтво (1 година на тиждень)
- Театральне мистецтво (1 година на тиждень)
- Самостійна робота (1-2 години на тиждень)
- Англійська мова (2-4 години)

(Кількість годин на тиждень залежить від учителя)

### Додаткові предмети
- Фізика (3 години на тиждень, тільки для 5 і 6 класів)
- Географія (2 години на тиждень, тільки для 5 і 6 класів)
- Історія (2 години на тиждень, тільки для 3-6 класів)
- Релігієзнавство (1 година в тиждень, тільки для 3-6 класів)
- Соціологія і політологія (1 година в тиждень, тільки для 5 і 6 класів)
- Друга іноземна мова (2 години на тиждень, тільки для 5 і 6 класів)[2]

### Система оцінювання
- 1 клас: немає оцінок
- 2 клас: немає оцінок
- 3 клас: A — C (і рідко D)
- 4 клас: A — C (і рідко D)
- 5 клас: 1-10
- 6 клас: 1-10[2]

## Додаткова середня освіта
Додаткову середню освіту, відповідно до освітньої реформи 1997 року, можна отримати в двох типах освітніх установ: загальному ліцеї (з 1997 називався грец. Ενιαίο Λύκειο, в 2006 році перейменований в грец. Γενικό Λύκειο) і закладах професійно-технічної освіти (грец. Τεχνικό Επαγγελματικό Εκπαιδευτήριο — технікумах). Тривалість навчання в загальному ліцеї становить 2 або 3 роки, а в технікумі; — 3 роки. Атестат загального ліцею лише засвідчує завершення курсу середньої освіти, атестат технікуму дає право працевлаштування за фахом. При цьому зберігається можливість взаємного переходу учнів з одного закладу до іншого. До освітніх установ додаткової середньої освіти також відносяться інститути професійної підготовки (грец. Ινστιτούτο Επαγγελματικής Κατάρτισης), які надають офіційну, але некласифіковану освіту, оскільки вони приймають як випускників гімназій, так і ліцеїв.

## Приватні школи
У Греції функціонують безліч приватних шкіл, в яких навчаються 6 % учнів початкової і середньої школи (найвищий відсоток у Євросоюзі). Вартість навчання в приватній школі становить від 1500 євро в рік.

## Вища освіта

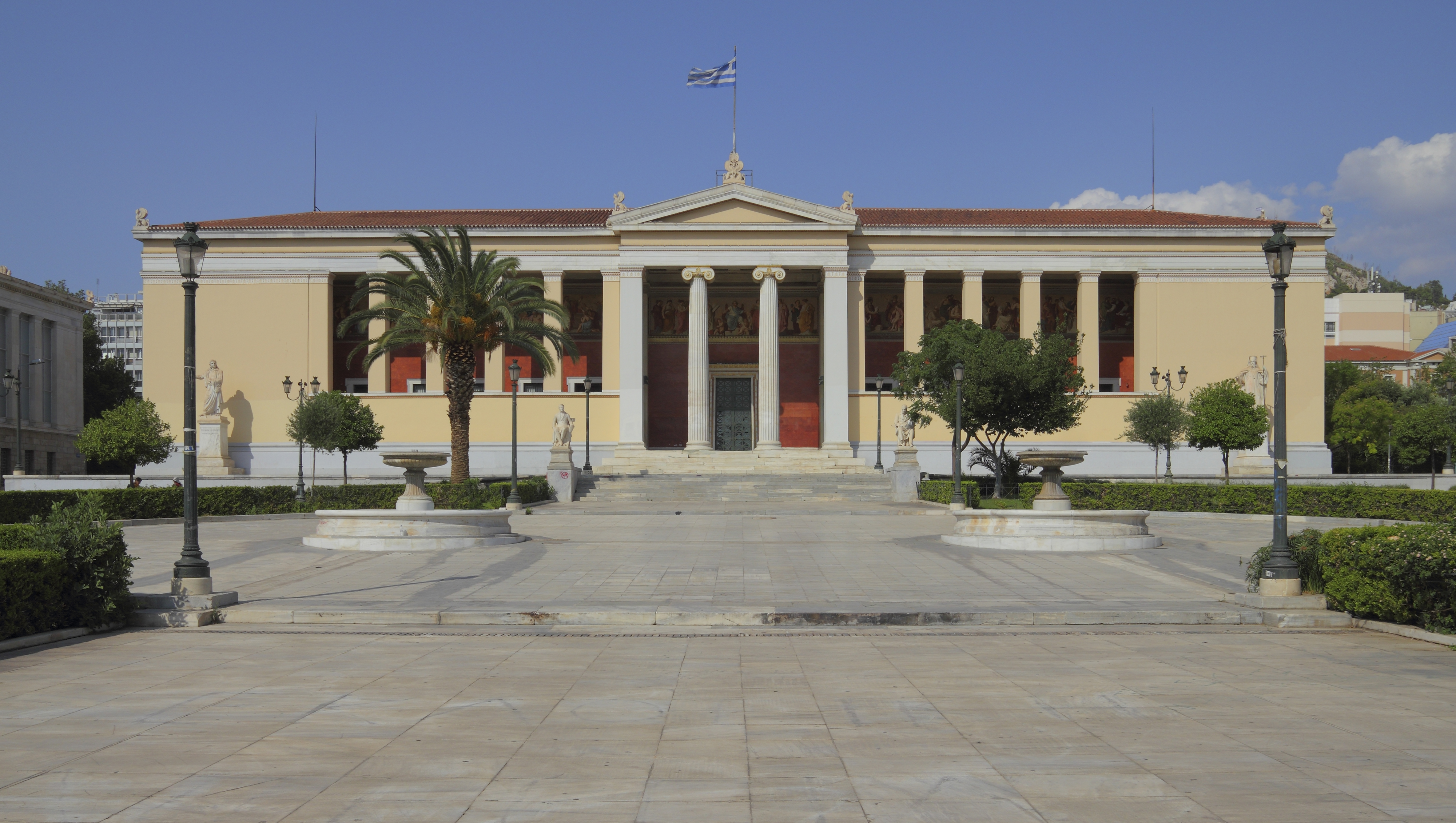
Історичний корпус Афінського університету по вулиці Панепістіміу

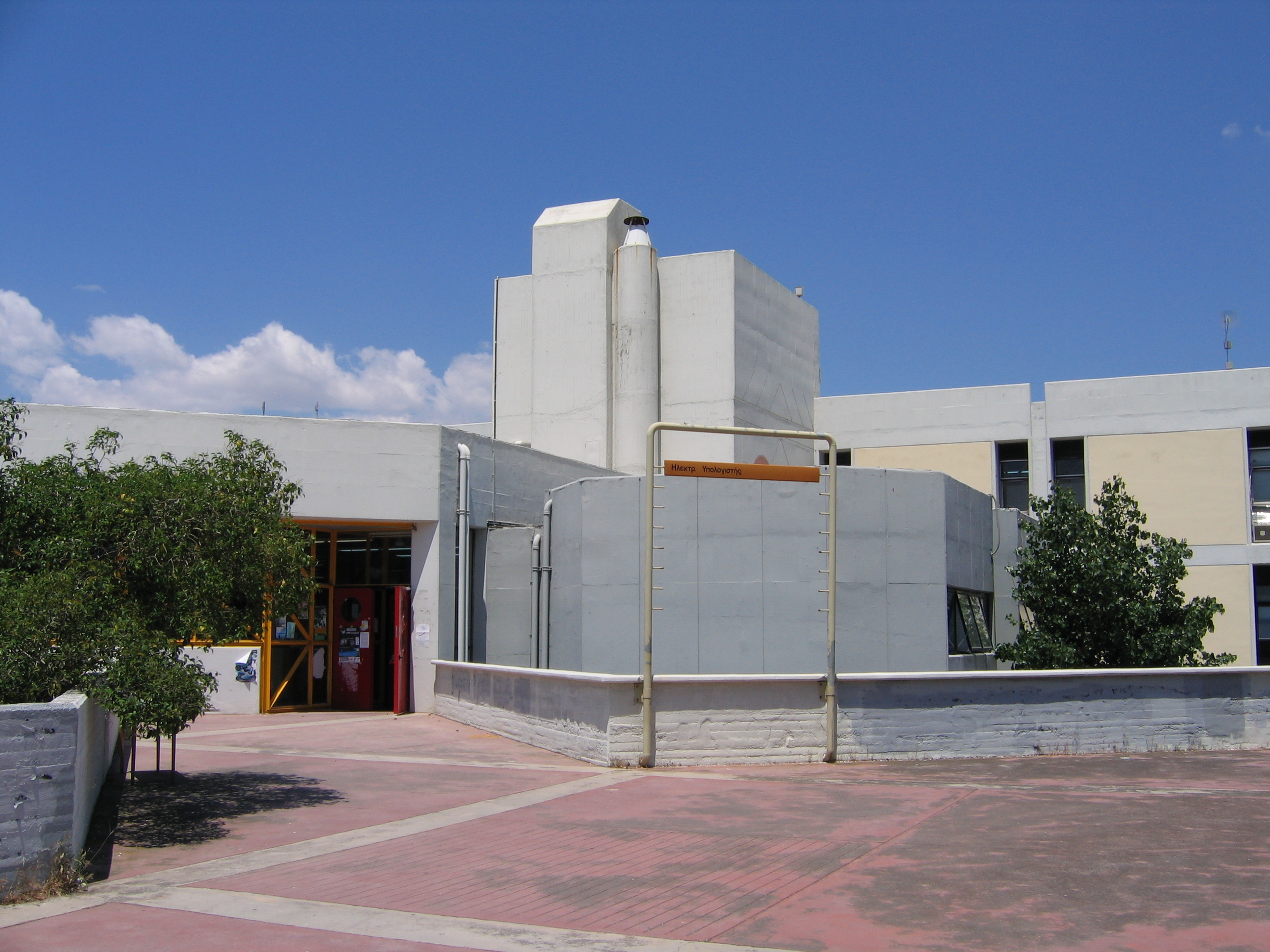
Центральний обчислювальний центр Афінської політехніки в Зографу

Згідно з чинною Конституцією Греції (ст. 16.8), створення недержавних вищих навчальних закладів в країні заборонено. Державну вищу освіту можна отримати в університетах та інститутах технічної освіти (грец. Τεχνολογικό Εκπαιδευτικό Ίδρυμα). Вступити в них можна за результатами іспитів після другого або третього класу ліцею. Крім того, у віці 22 повних років в результаті жеребкування можна стати студентом Грецького відкритого університету. Навчальний рік в університетах Греції триває з 1 вересня по 21 червня, в той час як власне викладання розпочинається 11 вересня і закінчується 15 червня. Протягом року є тривалі канікули, приурочені до Різдвяних свят і Великодня, їх сумарна тривалість не перевищує 4 тижнів.
Серед найпрестижніших університетів Греції: Національний університет імені Каподістрії, Афінський національний технічний університет, Університет Аристотеля, Афінський університет економіки і бізнесу, Афінський аграрний університет, Афінська школа мистецтв, університет Пантеон, університет Пірея, університет Центральної Греції, університет Македонії.

## Реформи
Державні витрати на початкову освіту в Греції в 2008 році склали 2 097 154 000 євро, на середню освіту — 2 523 807 650 євро; на вищу університетську освіту — 1 078 554 000 євро і на інститути технічної освіти — 409 576 000 євро. В середньому щорічні витрати на освіту становлять 4,4 % від ВВП, за цим показником Греція посідає 92 місце в світі.
В 2010 році уряд Греції оголосив про початок радикальних реформ в галузі освіти, покликаних сприяти відкритості та інтернаціоналізації вищих навчальних закладів, розширити можливості учнівського та студентського самоврядування. Крім того, до навчального 2013-2014 року планувалося відкрити перші школи продовженого дня і онлайн-школи.